# Лісницький
Лісницький (пол. Lesnicki) — струмок в Україні у Тернопільському районі Тернопільської області. Права притока річки Золотої Липи (басейн Дністра).

## Опис
Довжина струмка приблизно 7,13 км, найкоротша відстань між витоком і гирлом — 6,60  км, коефіцієнт звивистості річки — 1,08 . Формується декількома струмками та загатами.

## Розташування
Бере початок на південно-східній стороні від села Павлів. Тече переважно на північний схід через село Лісники і у місті Бережани впадає у річку Золоту Липу, ліву притоку річки Дністра.

## Цікаві факти
- У селі Лісники струмок перетинає автошлях М12[2] (колишній автомобільний шлях міжнародного значення на території України, Стрий — Тернопіль — Кропивницький — Знам'янка. Проходить територією Львівської, Івано-Франківської, Тернопільської, Хмельницької, Вінницької, Черкаської та Кіровоградської областей).
- На лівому березі струмка на західній околиці села Лісники розташовані Монастирські джерела[2].